# Tierra de la Reina Mary
|  |

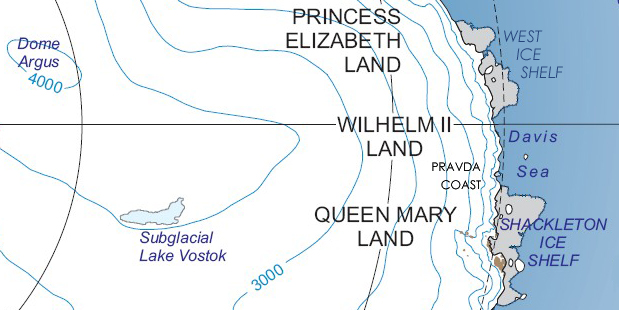
Tierra de la Princesa Isabel, Tierra de Guillermo II y Tierra de la Reina María en el mapa de la Antártida Oriental

La Tierra de la Reina Mary o costa de la Reina Mary (en inglés, Queen Mary Coast) es una parte de la costa de la Antártida Oriental que se extiende entre el cabo Filchner (66°27′S 91°54′E / -66.450, 91.900), límite con la Tierra de Guillermo II, y el cabo Hordern (66°15′S 100°31′E / -66.250, 100.517) en las colinas Bunger, límite con la costa Knox de la Tierra de Wilkes. El extremo occidental de la barrera de hielo Shackleton, en los 96°E, marca el límite entre el mar de Davis, al occidente, y el mar de Mawson, al oriente.
El área es reclamada por Australia (Queen Mary Land) como parte del Territorio Antártico Australiano, pero está sujeta a las restricciones establecidas por el Tratado Antártico.

## Historia
Esta costa fue descubierta y explorada en febrero de 1912 por los miembros de la Base Principal de la Expedición Antártica Australiana (1911-1914), encabezada por Douglas Mawson, que la nombró en honor de la Reina Mary, consorte del rey George V del Reino Unido.
La Unión Soviética tuvo tres bases en la Tierra de la Reina Mary: la Base Piónerskaya 69°44′S 95°31′E / -69.733, 95.517 fue inaugurada el 27 de mayo de 1956, y cerrada el 15 de enero de 1959; y la Base Komsomólskaya 74°06′S 94°30′E / -74.100, 94.500 fue inaugurada el 6 de noviembre de 1957 y cerrada el 9 de marzo de 1959, cuando pasó a ser base de verano, que fue cerrada en 1962; y la Base Salyut 65°32′S 96°30′E / -65.533, 96.500 en la barrera de hielo frente a la costa, entre el 1 de febrero y el 27 de abril de 1978. Otra base soviética, la Base Victoria o Pobeda 64°39′S 98°54′E / -64.650, 98.900 se ubicó entre el 9 de mayo y el 12 de agosto de 1960 en la isla de hielo Pobeda o Victoria, un iceberg tubular a 160 km de la costa de la Tierra de la Reina Mary que se forma y desaparece periódicamente. La estación meteorológica estuvo activa entre julio de 1960 y enero de 1961.  